# یلونینو
یلونینو (به لاتین: Yelunino) یک منطقهٔ مسکونی در روسیه است که در سرزمین آلتای واقع شده‌است.